# Võhandu
El río Võhandu es el río más largo que se encuentra completamente dentro del territorio de Estonia. Nace en la aldea de Saverna y desemboca en el lago Lämmijärv, cerca de Võõpsu. Tiene una longitud de 165 km y una cuenca hidrográfica de 1402 km². Aguas arriba del lago Vagula también se le conoce como Pühajõgi, y en su tramo inferior como Voo jõgi.
En 1963 se estableció el área protegida del valle del río Võhandu, donde se encuentran, entre otras cosas, afloramientos de arenisca a orillas del río (conocidos localmente como taevaskoda), siendo el más alto el denominado muro del molino de Viira. En 2005 también se creó la zona de protección del río Võhandu.

## Descripción

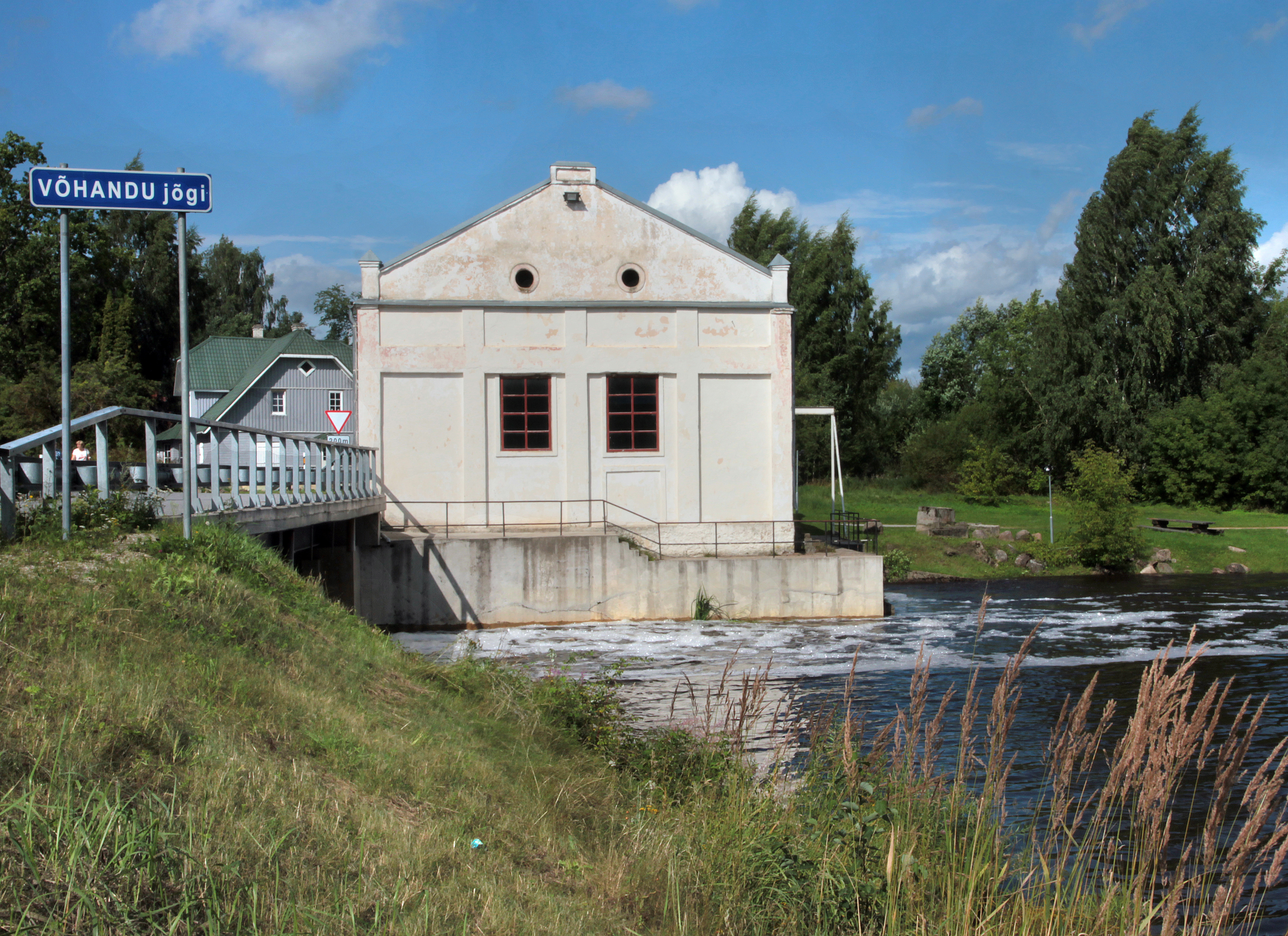
Central hidroeléctrica de Leevaku, en el río Võhandu.

En su tramo inferior, el río Võhandu supera los 60 metros de ancho y forma un delta con varias islas fluviales en su desembocadura. Es navegable desde el lago Peipus-Pskov hasta el puerto de Võõpsu.
Entre los afluentes de la margen derecha se encuentran los arroyos Sirvaste, Kokõ, Pühäjõgi, Kärgula, Jaaskaoja, el río Rõuge, el arroyo Koreli, el río Iskna, el arroyo Palumõisa, el río Pahtpää, el río Mädajõgi y el arroyo Varesmäe. Por la margen izquierda desembocan el arroyo Parisuu, Karioja, el arroyo Virosi y el arroyo Toolamaa. Los embalses más grandes del río son el embalse de Leevaku y el lago Räpina.

## Folclore y costumbres locales
El río Võhandu, considerado sagrado, está relacionado en la tradición oral con el dios del trueno, Piks. En su obra publicada en Tartu en 1644, titulada Kurtzer Bericht und Unterricht Von der Falsch-heilig genandten Bäche in Lieffland Wöhhanda —Sobre el río Võhandu, erróneamente considerado sagrado en Livonia—, Johann Gutslaff recogió una oración dirigida a Piks, escrita por Vihtla Jürgen, un campesino de Erastvere y sacerdote del trueno. En ella, el pueblo local rogaba al dios del trueno durante el gran día de la cruz (ristipäev), sacrificando un toro para pedirle reconciliación y alivio a la sequía, la cual había comenzado tras la construcción del molino de Osula sobre el río sagrado.

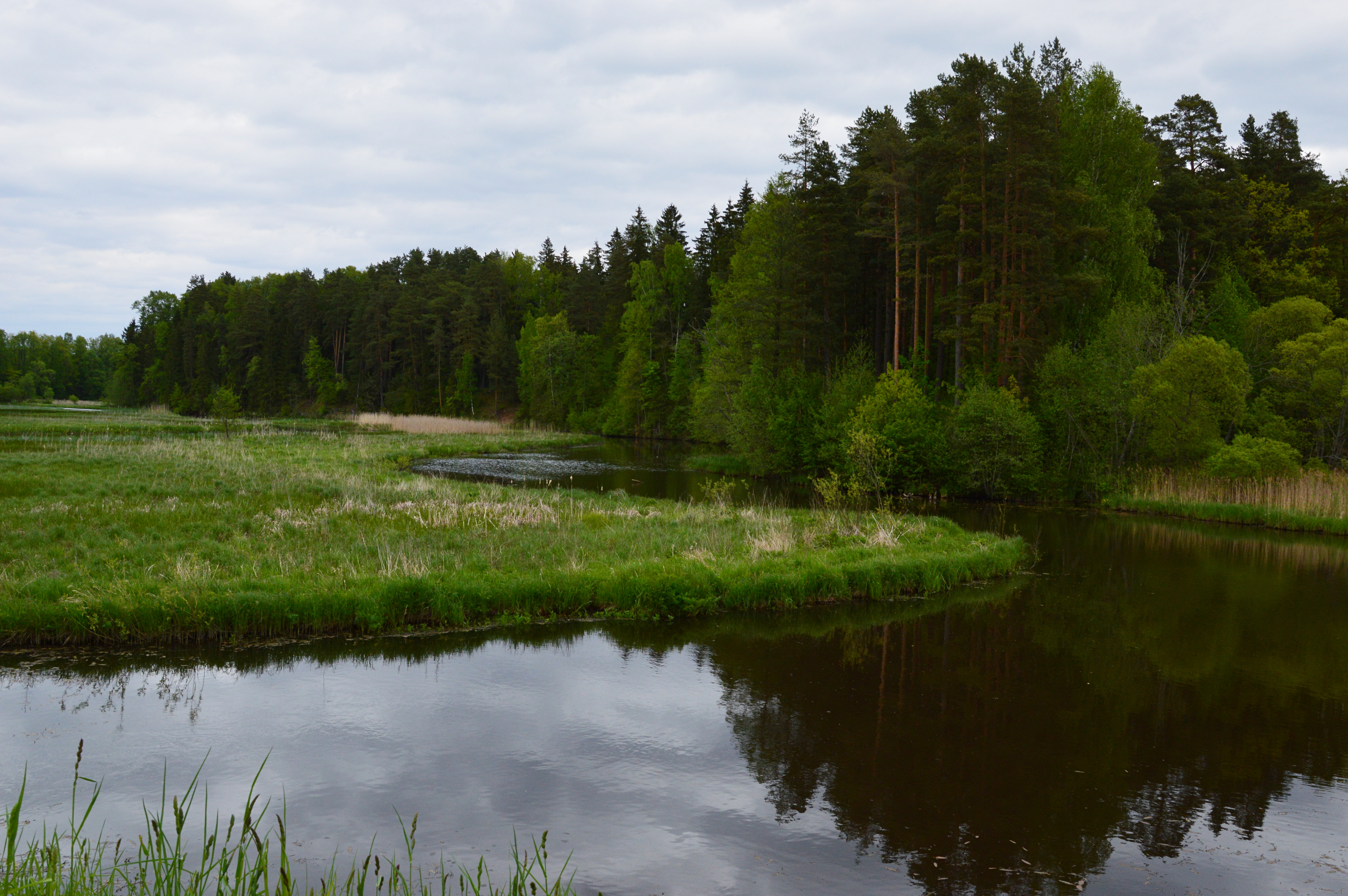
Río Võhandu cerca del pueblo de Nulga.
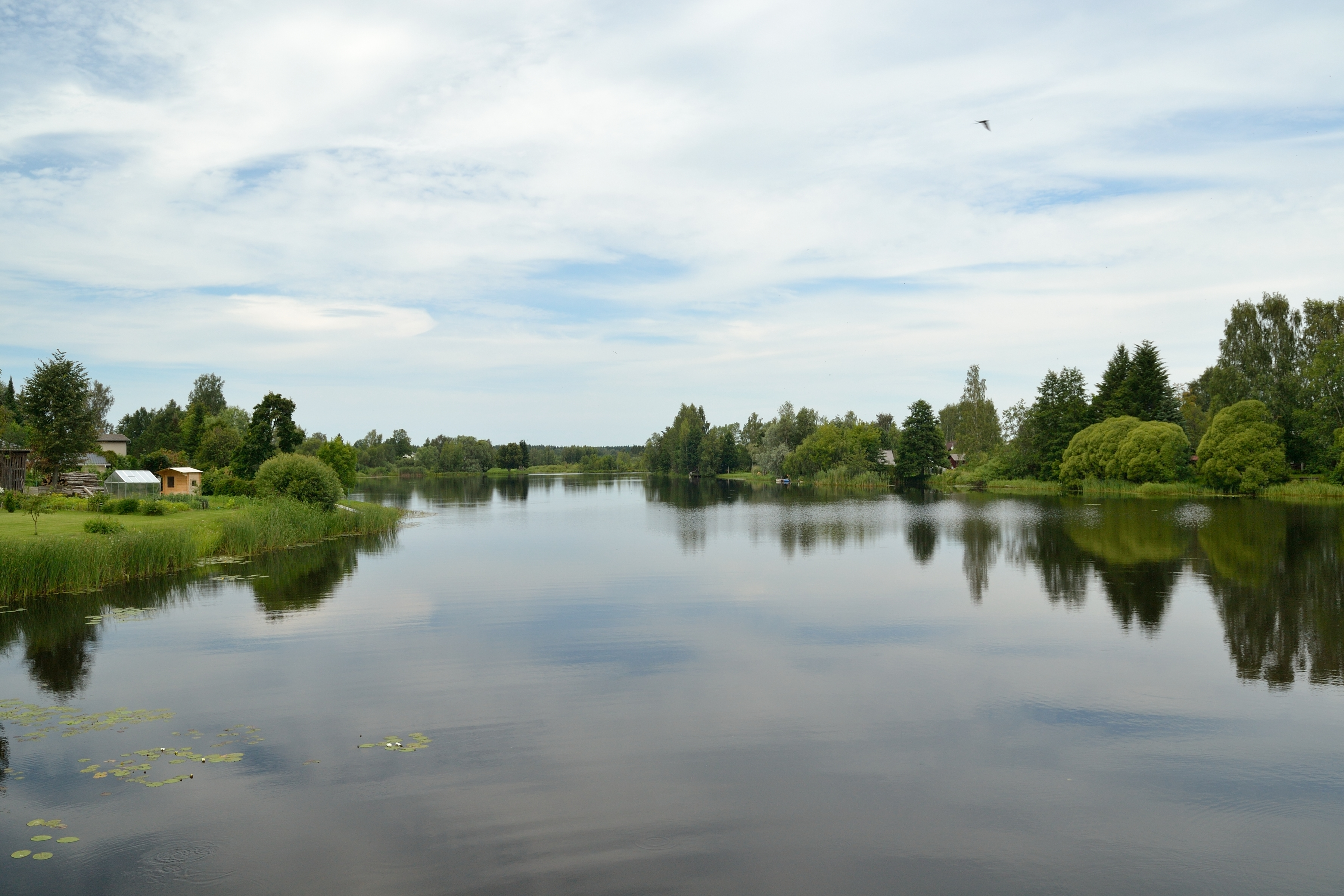
Lago Räpina en el río Võhandu.
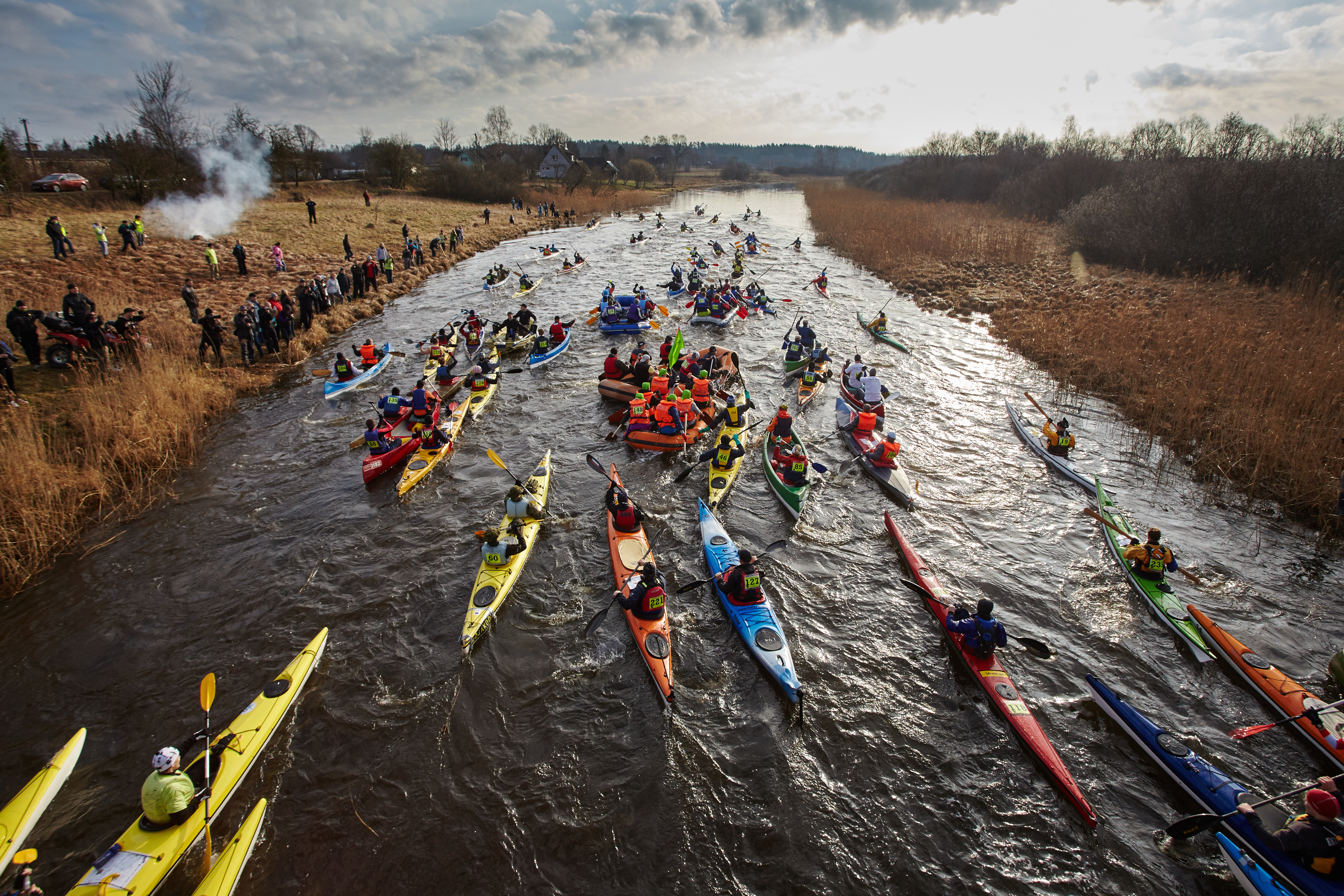
Maratón de Võhandu (2012).

## El río Võhandu en la literatura
El río Võhandu es el escenario principal del relato La venganza del río sagrado de Aino Kallas. La historia narra cómo el señor de la finca de Sõmerpalu encarga al constructor Adam Dörffer, procedente de la ciudad de Arnstadt, la construcción de un molino sobre el río Võhandu, lo que finalmente lleva a que la población local destruya el molino. Basándose en las obras de Johann Gutslaff y Aino Kallas, Tõnn Sarv escribió la novela corta El nacimiento del mito.